# Луція Харшаньова
Луція Харшаньова (словац. Lucia Haršányová; нар. 27 серпня 1990, Трнава, Чехословаччина) — словацька футболістка, захисниця.

## Клубна кар'єра
Після навчання в академії Суха-над-Парною, розпочала кар'єру в «Склопласті» (Трнава), грала до літа 2009 року, після чого перейшла в братиславський «Слован», у складі якого грала в Першій лізі Словаччини. Вона залишилася в братиславському клубі протягом наступних трьох сезонів, у футболці якого завоювала два титули чемпіона та два кубки Словаччини. Завдяки вдалим результатам у національних змагання дебютувала в кваліфікації жіночої Ліги чемпіонів УЄФА 2010/11 років. 5 серпня 2010 року дебютувала в жіночій Лізі чемпіонів в програному (0:3) поєдинку проти німецького «Дуйсбургу 2001».
1 липня 2012 року вперше виїхала за кордон, до Австрії, де підписала контракт з чинним чемпіоном Австрії, «Нойленгбаха».
Під час літнього трансферного вікна 2015 року перейшов до швейцарського «Нойнкірха» з Національної ліги А, вищому дивізіоні швейцарського жіночого чемпіонату. Під керівництвом тренера Хасана Драчича разом з одноклубниками перемогла у фіналі Кубку Швейцарії та чемпіонаті.
Через відсутність фінансування та адміністративного керівництва, щоб мати можливість змагатися, клуб оголошує, що не буде реєструватися на наступний чемпіонат, внаслідок чого стала вільним агентом.
Влітку 2017 року підписала контракт з «Дуйсбургом» з жіночої Бундесліги. Сезон виявився складним, оскільки команда була змушена боротися в нижній частині турнірної таблиці, але в підсумку посіла 9-те місце в чемпіонаті, яке стало рятівним для команди. Також клуб вийшов у другий раунд кубку Німеччини. За підсумками сезону зіграла 20 матчів та відзначилася двома голами в чемпіонаті.
4 липня 2018 року «АГСМ Верона» оголосила, що уклалал договір зі Луцією на сезон 2018/19 років, де приєдналася до співвітчизниці Люції Ондрушової, яка грала разом з Харшаньовою у братиславському Словані, та в «Нойнкірху».
Вже наприкінці 2018 календарного року він залишає Італію, щоб повернутися до Німеччини, до «Дуйсбурга».

## Кар'єра в збірній
Виступала за жіночу молодіжну збірну Словаччини (WU-19). Згодом почала викликатися до національної збірної Словаччини. У футболці національної збірної Словаччини дебютувала 13 квітня 2011 року в поєдинку проти збірної Польщі.

## Особисте життя
У 2008 році здобула освіту в ЗШ Туліпан у Трнаві.

## Досягнення
- Чемпіонат Словаччини
  -  Чемпіон (2): 2011, 2012

- Кубок Словаччини
  -  Володар (2): 2011, 2012

- Чемпіонат Швейцарії
  -  Чемпіон (1): 2016/17

- Кубок Швейцарії
  -  Володар (1): 2016/17

- Бундесліга Австрії
  -  Чемпіон (2): 2012/13, 2013/14